# Bismutlegierung
Bismut (nur noch bei Mineralien als Wismut bezeichnet) wird neben Cadmium, Gallium und Indium für niedrig schmelzende Legierungen verwendet.
| Name der Legierung           | Bismut Bi | Blei Pb | Zinn Sn | Cadmium Cd | Indium In | Antimon Sb | Schmelzpunkt 1  |
| ---------------------------- | --------- | ------- | ------- | ---------- | --------- | ---------- | --------------- |
| Blei-Bismut-Eutektikum (LBE) | 55,5      | 44,5    | –       | –          | –         | –          | 124 °C          |
| Roses Metall                 | 50        | 28      | 22      | –          | –         | –          | ca. 98 °C       |
| Orionmetall                  | 42        | 42      | 16      | –          | –         | –          | 108 °C          |
| Schnelllot                   | 52        | 32      | 16      | –          | –         | –          | 96 °C (99,5 °C) |
| D’Arcets-Metall              | 50        | 25      | 25      | –          | –         | –          | 93,75 °C        |
| Bibrametall                  | ≈20       | ≈60     | ≈15     | –          | –         | –          |                 |
| Woodsches Metall             | 50        | 25      | 12,5    | 12,5       | –         | –          | 71 °C           |
| Lipowitzmetall               | 50        | 27      | 13      | 10         | –         | –          | 70 °C           |
| Harpers Metall               | 44        | 25      | 25      | 06         | –         | –          | 75 °C           |
| 2                            | 44,7      | 22,6    | 08,3    | 05,3       | 19,1      | –          | 47 °C           |
| Walkerlegierung              | 45        | 28      | 22      | –          | –         | 05         |                 |
| Cerrolow 174                 | 57        | –       | 17      | –          | 26        | –          | 78,9 °C         |
| Fieldsmetall                 | 32        | –       | 17      | –          | 51        | –          | 62 °C           |